# Nahoru a dolů usměrněná množina
Předpokládejme, že množina A je částečně uspořádána relací R a B je podmnožina A.

Řekneme, že B je dolů usměrněná množina, pokud pro každé své dva prvky obsahuje alespoň jeden prvek menší, než oba dva, tj.

{\displaystyle (\forall a,b\in B)(\exists c\in B)(c\leq _{R}a\land c\leq _{R}b)}

Řekneme, že B je nahoru usměrněná množina, pokud pro každé své dva prvky obsahuje alespoň jeden prvek větší, než oba dva, tj.

{\displaystyle (\forall a,b\in B)(\exists c\in B)(a\leq _{R}c\land b\leq _{R}c)}

Jinými slovy: množina je dolů usměrněná, když pro každou svoji dvouprvkovou podmnožinu obsahuje i nějakou její minorantu, množina je nahoru usměrněná, když pro každou svoji dvouprvkovou podmnožinu obsahuje i nějakou její majorantu.

## Příklady
Uvažujme jakoukoliv lineárně uspořádanou množinu – například množinu přirozených čísel nebo množinu reálných čísel uspořádané podle velikosti. V takové množině je každá podmnožina nahoru usměrněná i dolů usměrněná – to plyne z faktu, že každé dva prvky v tomto uspořádání jsou porovnatelné, a tedy max{a,b} je zároveň majoranta {a,b} a min{a,b} je zároveň minoranta {a,b}.
Uvažujme množinu {\displaystyle Z^{+}\,\!} všech celých kladných čísel částečně uspořádanou relací S = { [a,b] : a dělí b }.
- Pokud chceme, aby nějaká množina byla nahoru usměrněná, musí pro každá dvě čísla obsahovat i nějaký jejich společný násobek – například {2,3} není nahoru usměrněná, ale {2,3,6} už ano.
- Pokud chceme, aby nějaká množina byla dolů usměrněná, musí pro každá dvě čísla obsahovat i nějaký jejich společný dělitel – například {2,3,5} není dolů usměrněná, ale {1,2,3,5} už ano.

Usměrněné množiny se využívají například při definici inverzních limit v teorii kategorií.